# Gebirgsschnegel
Der Gebirgsschnegel (Lehmannia rupicola), auch Bergschnegel genannt, ist eine überwiegend in den Alpen und Pyrenäen verbreitet Nacktschneckenart der Schnegel.

## Merkmale
Mit einer Körperlänge von ausgestreckt bis zu 80 mm ist der Gebirgsschnegel eine recht große baumbewohnende Nacktschnecke mit einer meist braunen oder grauen Grundfarbe. Teilweise ist er dunkler als der Baumschnegel und enthält im Körper weniger Wasser. Er hat auf dem Hinterleib oft keine oder nur schwache Seitenbinden, die leierförmigen Binden auf dem Mantelschild sind gerader ausgebildet als beim Baumschnegel. Die helle Rückenlinie ist schmal oder kann fehlen, es kommen auch gefleckte und variabel gezeichnete Tiere vor. Der Gebirgsschnegel ist eine äußerlich sehr variable Art, da andere Arten der Gattung äußerlich sehr ähnlich sind, ist er schwer zu bestimmen.

## Verbreitung

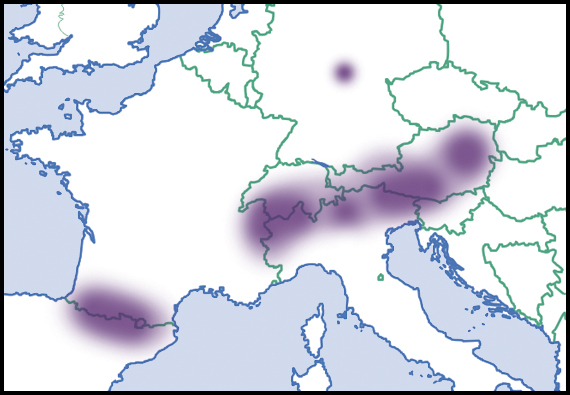
Verbreitungsgebiet des Gebirgsschnegels

Die Art lebt in Europa in mehreren voneinander getrennten (disjunkten) Teilarealen. Im Südwesten kommt sie in den Pyrenäen vor. Im zentralen Teil Europas lebt sie weit verbreitet in der Alpenregion, von Frankreich im Westen bis in den Nordosten Österreichs im Osten und von Süddeutschland (bayerische Alpen) im Norden bis nach Norditalien im Süden. Eine dritte Population weiter nördlich wurde viele Jahre im Vogelsberg-Gebiet in Vogel-Nistkästen beobachtet. In Deutschland wurde die Art nur äußerst vereinzelt nachgewiesen und gilt hier als extrem selten.

## Lebensraum und Lebensweise
Der Gebirgsschnegel lebt vorwiegend in Bergwäldern, er klettert ähnlich wie der Baumschnegel (Lehmannia marginata) und bewohnt vorzugsweise Baumhöhlen. Daneben ist er auch zwischen Felsen, Baumstubben, in offenen Habitaten und unter Steinen zu finden. In der Schweiz findet er sich in Höhenlagen zwischen 1000 und 2500 m über NN. Er ernährt sich von Algen und Flechten.

## Taxonomie
Ein Synonym der Art lautet Lehmannia alpestris Lessona & Pollonera, 1882.

## Gefährdung
Obwohl er in Deutschland als extrem selten und auch in Österreich als selten gilt, ist die Art insgesamt gesehen nicht gefährdet und wird von der IUCN in der Roten Liste gefährdeter Arten als ungefährdet (least concern ) mit einer stabilen Population gelistet. In Österreich gelten als Gefährdungsursachen Biotopzerstörung durch die Forstwirtschaft, Absenkung des Grundwasserspiegels, Trockenlegung und Drainagierungen, zudem gibt es nicht viele Fundorte der Art, da sie in den Westalpen häufiger ist.